# Карл Йозеф фон Ламберг
Карл Йозеф Франц Ксавер Антон фон Ламберг (на немски: Karl Joseph Franz Xaver Anton von Lamberg-Sprinzenstein; * 19 април 1686; † 13 април 1743) е граф от род Ламберг от Каринтия и Крайна, господар на Ортенек в Крайна и Отенщайн във Валдфиртел в Долна Австрия и имперски граф на Ламберг-Щринценщайн в Горна Австрия.

## Произход и наследство
Той е син на австрийския дипломат имперски граф Леополд Йозеф фон Ламберг (1654 – 1706) и съпругата му графиня Катарина Елеонора фон Щринценщайн-Нойхауз (1660 – 1704), дъщеря на граф Фердинанд Максимилиан фон Шпринценщайн (1625 – 1679) и (Мария) Елеонора Куртц (1637 – 1687), дъщеря на имперския вице-канцлер имперски граф Фердинанд Зигизмунд Куртц фон Зенфтенау (1592 – 1659).
Карл Йозеф наследява дядо си граф Фердинанд Макс фон Щринценщайн (1625 – 1679), който определя в тестамент от 21 януари 1671 г., че трябва да е наследен от най-големия му внук, който да прибави към името си и „Щринценщайн“.

## Фамилия
Карл Йозеф се жени на 12 април 1706 г. във Виена за графиня Мария Франциска Катарина фон Валдбург-Цайл (* 14 март 1683; † 13 февруари 1737), дъщеря на
граф Себастиан Вунибалд фон Валдбург-Цайл, имперски наследствен трушсес (1636 – 1700) и алтграфиня Мария Катарина Максимилиана фон Залм-Райфершайт (1651 – 1687). Te имат седем деца:
- Франц де Паула Антон Флавиус фон Ламберг-Щринценщайн (* 27 август 1707; † 17 април 1765, Виена), граф на Ламберг-Щринценщайн, фрайхер на Ортенег и Отеншайн, женен I. на 26 октомври 1732 г. за Мария Анна фон Меч (* 3 юли 1711; † 18 ноември 1732), II. на 8 октомври 1733 г. във Виена за графиня Мария Йозефа Естерхази де Галанта (* 11 юни 1712; † 1 юни 1756)[5] и има с нея 11 деца
- Мария Анна Антония (* 2 септември 1708; † 25 март 1711)
- Йохан Баптист (* 16 август 1710; † млад)
- Мария Франциска Терезия (* 17 януари 1712; † 9 март 1716)
- Йохан Франц Ксавер Антон (* 19 май 1713; † 1728)
- Франц Йозеф Карл Вунибалд фон Ламберг (* 20 април 1716; † 12 септември 1761), граф, неженен
- Мария Терезия Валентина (* 18 април 1717; † 5 май 1792), омъжена на 2 октомври 1748 г. за граф Карл Томас Франц Бройнер (* 14 октомври 1719; † 8 юни 1800), брат на Франц Ксавер Бройнер (1723 – 1797), епископ на Лавант (1773 – 1777), княжески архиепископ на Залцбург (1786 – 1797)[6]